# Stratford (metropolitana di Londra)
Stratford è una stazione della linee Central e Jubilee della metropolitana di Londra.

## Storia
La stazione venne inizialmente aperta nel 1839, con il primo servizio metropolitano effettuato, però, dal 4 dicembre 1946, una volta aperta la nuova estensione della linea Central dopo Liverpool Street. La stazione, fino ad allora terminal della Central, divenne di passaggio il 5 maggio 1947 una volta inaugurato il troncone fino a Leyton. Nel 1957 ha preso anche il posto delle ferrovie della London and North Eastern Railway in direzione delle stazioni di Epping, Ongar e Hainault.
Stratford divenne terminall della linea Jubilee nel 1999.

## Strutture e impianti
La stazione è parte del complesso di trasporti di Stratford.
Si trova nelle zone Travelcard 2 e 3.
Stazione di passaggio della linea Central, utilizza i binari 3, 3a e 6. Per la linea Jubilee utilizza i binari 13, 14 e 15.

## Interscambi
- Stazione ferroviaria (Stratford)
- Stazione della metropolitana (Stratford)
- Fermata autobus

## Galleria d'immagini

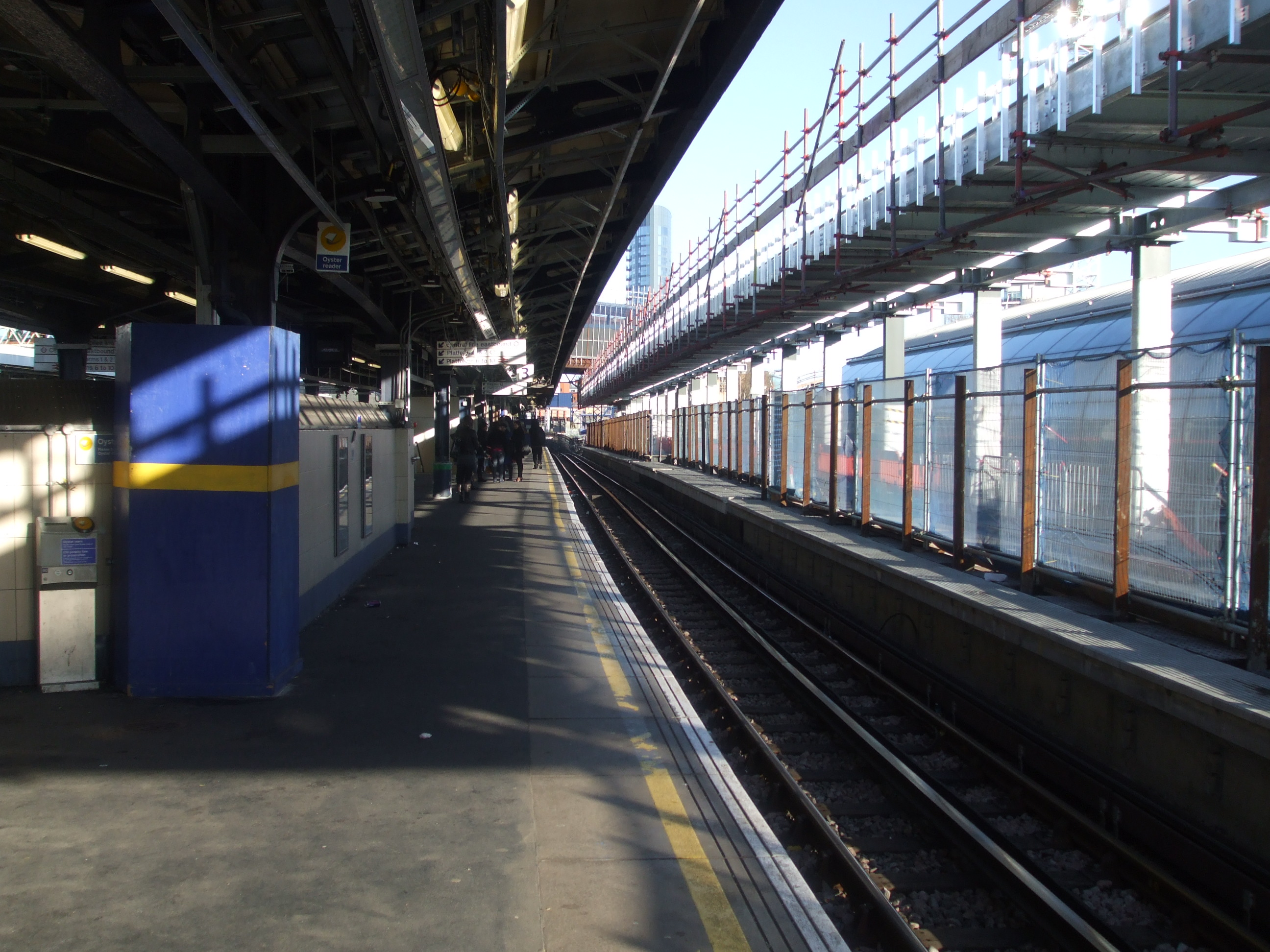
Il piano banchine della linea Central
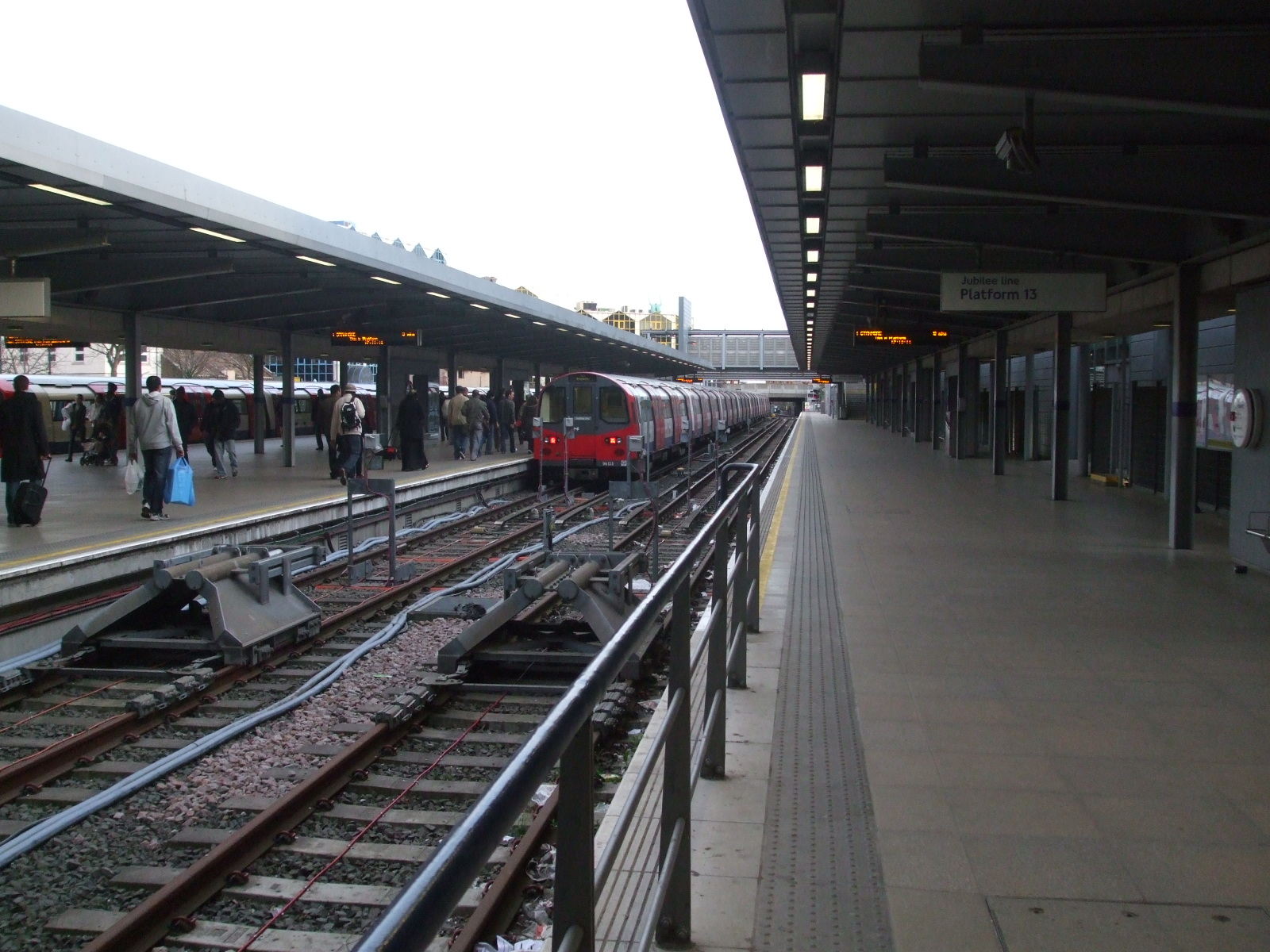
Il piano banchine della linea Jubilee